# Osmia ribifloris
Osmia ribifloris es una especie de himenóptero apócrito de la familia Megachilidae propia de los Estados Unidos, especialmente de las regiones costeras de California. Es una de las varias especies llamadas abejas azules. Esta abeja solitaria generalmente colecciona polen de manzanita, pero también poliniza los arándanos azules y a veces se la usa para eso con fines comerciales.